# Volodymyr Ohryzko
Volodymyr Stanislavovyč Ohryzko (ukrajinsky Володимир Станіславович Огризко; * 1. dubna 1956 Kyjev) je ukrajinský diplomat a politik. V letech 2007–2009 zastával úřad ministra zahraničích věcí Ukrajiny. Z čela ministerstva byl v březnu roku 2009 odvolán parlamentem Ukrajiny po sporech s předsedkyní vlády Julií Tymošenkovou.